# Dan Roundfield
Danny (Dan) Thomas Roundfield (Detroit, Míchigan, 26 de mayo de 1953 - Aruba, 6 de agosto de 2012) fue un jugador de baloncesto estadounidense que disputó 11 temporadas de la NBA y una de la ABA. Con 2,03 metros de altura, jugaba en la posición de ala-pívot. Fue seleccionado en tres ocasiones para disputar el All-Star Game de la NBA, pero en dos de ellas no pudo jugar el partido por lesión.

## Trayectoria deportiva

### Universidad
Jugó durante 4 temporadas con los Chippewas de la Central Michigan University, en los que promedió 16,7 puntos y 13,0 rebotes por partido. Fue elegido Jugador del Año de la Mid-American Conference en su última temporada, en 1975, tras promediar ese año 19,0 puntos y 11,7 rebotes por partido. Fue además incluido en el segundo mejor quinteto de la conferencia en 1973 y en el primero los dos años siguientes. Todavía mantiene 6 récords absolutos de Central Michigan, entre ellos los de rebotes en una temporada (357), rebotes en una carrera (1.031) y rebotes en un partido (26).
Su camiseta con el número 33 fue retirada por su universidad como homenaje en 1977.

### Profesional
Fue elegido en la vigésimo octava posición del Draft de la NBA de 1975 por Cleveland Cavaliers, pero también en el número 1 del Draft de la ABA del mismo año por Indiana Pacers, eligiendo esta última opción, y fichando por los Pacers. Su primera y única temporada en la liga del balón tricolor, ya que la competición desapareció al término de la misma, se saldó con unos porcentajes de 5,1 puntos y 3,9 rebotes por partido, siendo muy poco utilizado por su entrenador, Slick Leonard. Tras la desaparición de la liga, el equipo de Indiana se mudó a la NBA, y Roundfield se fue haciendo poco a poco un hueco en el quinteto titular. Pasó a promediar 13,9 puntos y a convertirse en el máximo reboteador de su equipo, con 8,5 capturas por noche.
Tras un año más con los Pacers, ficha en la temporada 1978-79 por Atlanta Hawks, equipo donde se consolidaría y donde conseguiría todos sus éxitos. Ya desde su primera temporada se mostró como una pieza importante en ataque, promediando 15,3 puntos, y sobre todo en defensa, con sus 10,8 rebotes y 2,2 tapones, liderando al equipo en ambas facetas. Al año siguiente comenzaría su reconocimiento por parte de la liga, siendo incluido en el segundo mejor quinteto y en el mejor quinteto defensivo. Además, fue elegido para disputar su primer All-Star, donde fue uno de los mejores del equipo de la Conferencia Este, al conseguir 18 puntos y 13 rebotes, superando en esa faceta a Moses Malone y George Gervin.
Al año siguiente es de nuevo convocado para disputar el All-Star Game, pero se perdió la cita por lesión. Al finalizar la temporada de nuevo apareció entre los mejores defensores de la liga, en esta ocasión en el segundo mejor quinteto. En la temporada 1981-82 volvió a sorprender con unas cifras de gran estrella, 18,6 puntos y 11,8 rebotes, que le valieron su tercera convocatoria para el All Star, que de nuevo se perdió por lesión, y de nuevo en el mejor quinteto defensivo.
Sus dos siguientes temporadas constituirían su punto de inflexión en su carrera. Obtuvo sus mejores porcentajes anotadores (19,0 y 18.9 puntos por partido respectivamente) y siguió apareciendo entre los mejores defensores de la liga. Ya en la temporada 1984-85, con 30 años, es traspasado a Detroit Pistons, donde a pesar de mantener buenos números, las lesiones empiezan a hacer mella en él, promediando 8 puntos menos que en temporadas anteriores, y perdiéndose casi 30 partidos de la temporada regular. Al año siguiente ficha por Washington Bullets, donde en su primer año con los de la capital sigue teniendo minutos de juego, apareciendo esporádicamente en el quinteto titular, pero reduciendo sus porcentajes a 11,6 puntos y 8,1 rebotes. La siguiente temporada, que sería la última que disputaría como profesional, las lesiones impidieron verle en acción no más de 30 partidos, pero ya con un rol secundario, que le llevaron a la retirada al finalizar la misma. En el total de su carrera profesional promedió 14,3 puntos, 9,2 rebotes y 1,4 tapones por encuentro.
Roundfield Murió el 6 de agosto de 2012, ahogándose después de tratar de ayudar a su esposa quien se estaba en el mar, lejos de la costa de Aruba, ella volvió a la orilla mientras que el no corrió con la misma suerte.

## Estadísticas de su carrera en la NBA

### Temporada regular
| Temporada | Edad | Equipo             | Liga  | P   | TIT | MIN  | TC  | TCA  | %TC  | 3P  | 3PA | %3P  | TL  | TLA | %TL  | R.OF. | R.DEF. | REB  | ASIS | ROB | TAP | PER | FP  | PTS  |
| 1975-76   | 22   | Indiana Pacers     | ABA   | 67  |     | 11.4 | 2.0 | 4.6  | .424 | 0.0 | 0.0 | .000 | 1.1 | 1.8 | .631 | 2.0   | 1.9    | 3.9  | 0.5  | 0.5 | 0.6 | 1.0 | 2.4 | 5.1  |
| 1976-77   | 23   | Indiana Pacers     | NBA   | 61  |     | 27.0 | 5.6 | 12.0 | .466 |     |     |      | 2.7 | 3.9 | .686 | 2.9   | 5.6    | 8.5  | 1.1  | 1.0 | 2.1 |     | 4.0 | 13.9 |
| 1977-78   | 24   | Indiana Pacers     | NBA   | 79  |     | 30.7 | 5.3 | 10.9 | .489 |     |     |      | 2.8 | 3.8 | .727 | 3.5   | 6.7    | 10.2 | 2.5  | 1.0 | 1.9 | 2.5 | 3.8 | 13.4 |
| 1978-79   | 25   | Atlanta Hawks      | NBA   | 80  |     | 31.7 | 5.8 | 11.5 | .504 |     |     |      | 3.8 | 5.3 | .714 | 4.1   | 6.7    | 10.8 | 1.6  | 1.1 | 2.2 | 2.6 | 4.5 | 15.3 |
| 1979-80   | 26   | Atlanta Hawks      | NBA   | 81  |     | 32.0 | 6.2 | 12.4 | .499 | 0.0 | 0.0 | .000 | 4.1 | 5.7 | .710 | 3.6   | 6.7    | 10.3 | 2.3  | 1.2 | 1.7 | 2.9 | 3.9 | 16.5 |
| 1980-81   | 27   | Atlanta Hawks      | NBA   | 63  |     | 33.8 | 6.8 | 12.8 | .527 | 0.0 | 0.0 | .000 | 4.1 | 5.6 | .721 | 3.7   | 6.4    | 10.1 | 2.6  | 1.2 | 1.9 | 2.8 | 4.1 | 17.6 |
| 1981-82   | 28   | Atlanta Hawks      | NBA   | 61  | 58  | 36.3 | 7.0 | 14.9 | .466 | 0.0 | 0.1 | .200 | 4.7 | 6.1 | .760 | 3.7   | 8.1    | 11.8 | 2.7  | 1.0 | 1.5 | 3.0 | 3.4 | 18.6 |
| 1982-83   | 29   | Atlanta Hawks      | NBA   | 77  | 76  | 36.5 | 7.3 | 15.5 | .470 | 0.1 | 0.4 | .185 | 4.4 | 5.8 | .749 | 3.4   | 8.1    | 11.4 | 2.9  | 0.8 | 1.5 | 3.2 | 3.1 | 19.0 |
| 1983-84   | 30   | Atlanta Hawks      | NBA   | 73  | 72  | 35.8 | 6.9 | 14.2 | .485 | 0.0 | 0.2 | .000 | 5.1 | 6.7 | .770 | 2.8   | 7.1    | 9.9  | 2.5  | 0.8 | 1.0 | 2.8 | 3.0 | 18.9 |
| 1984-85   | 31   | Detroit Pistons    | NBA   | 56  | 43  | 26.6 | 4.2 | 9.0  | .467 | 0.0 | 0.0 | .000 | 2.5 | 3.2 | .781 | 3.1   | 5.0    | 8.1  | 1.8  | 0.5 | 1.0 | 2.2 | 2.6 | 10.9 |
| 1985-86   | 32   | Washington Bullets | NBA   | 79  | 21  | 29.4 | 4.1 | 8.4  | .488 | 0.0 | 0.1 | .000 | 3.5 | 4.6 | .754 | 2.7   | 5.5    | 8.1  | 2.1  | 0.5 | 0.6 | 2.4 | 2.5 | 11.6 |
| 1986-87   | 33   | Washington Bullets | NBA   | 36  | 0   | 18.6 | 2.5 | 6.1  | .409 | 0.0 | 0.1 | .200 | 1.6 | 2.0 | .792 | 1.8   | 2.9    | 4.7  | 1.1  | 0.3 | 0.4 | 1.4 | 2.1 | 6.6  |
| Total     |      |                    | TOTAL | 813 | 270 | 29.8 | 5.4 | 11.3 | .482 | 0.0 | 0.1 | .111 | 3.5 | 4.7 | .735 | 3.2   | 6.1    | 9.2  | 2.0  | 0.9 | 1.4 | 2.5 | 3.3 | 14.3 |
|           |      |                    | NBA   | 746 | 270 | 31.4 | 5.7 | 11.9 | .485 | 0.0 | 0.1 | .115 | 3.7 | 5.0 | .738 | 3.3   | 6.4    | 9.7  | 2.2  | 0.9 | 1.5 | 2.6 | 3.4 | 15.2 |
|           |      |                    | ABA   | 67  |     | 11.4 | 2.0 | 4.6  | .424 | 0.0 | 0.0 | .000 | 1.1 | 1.8 | .631 | 2.0   | 1.9    | 3.9  | 0.5  | 0.5 | 0.6 | 1.0 | 2.4 | 5.1  |

### Playoffs
| Temporada | Edad | Equipo             | Liga  | P  | MIN  | TCA | TC  | 3PA | 3P | TLA | TL  | R.OF. | REB | ASIS | ROB | TAP | PER | FP  | PTS | %TC  | %3P   | %FT  | MIN  | PTS  | REB  | AST |
| 1975-76   | 22   | Indiana Pacers     | ABA   | 2  | 25   | 7   | 12  | 0   | 0  | 8   | 9   | 4     | 10  | 0    | 2   | 4   | 0   | 6   | 22  | .583 |       | .889 | 12.5 | 11.0 | 5.0  | 0.0 |
| 1978-79   | 25   | Atlanta Hawks      | NBA   | 9  | 338  | 61  | 133 |     |    | 36  | 45  | 44    | 106 | 25   | 8   | 23  | 23  | 44  | 158 | .459 |       | .800 | 37.6 | 17.6 | 11.8 | 2.8 |
| 1979-80   | 26   | Atlanta Hawks      | NBA   | 5  | 174  | 32  | 69  | 0   | 1  | 22  | 35  | 25    | 58  | 11   | 4   | 8   | 11  | 22  | 86  | .464 | .000  | .629 | 34.8 | 17.2 | 11.6 | 2.2 |
| 1981-82   | 28   | Atlanta Hawks      | NBA   | 2  | 85   | 17  | 36  | 0   | 0  | 8   | 14  | 6     | 22  | 2    | 2   | 4   | 6   | 8   | 42  | .472 |       | .571 | 42.5 | 21.0 | 11.0 | 1.0 |
| 1982-83   | 29   | Atlanta Hawks      | NBA   | 3  | 124  | 24  | 50  | 0   | 1  | 5   | 11  | 6     | 42  | 10   | 4   | 4   | 11  | 5   | 53  | .480 | .000  | .455 | 41.3 | 17.7 | 14.0 | 3.3 |
| 1983-84   | 30   | Atlanta Hawks      | NBA   | 5  | 191  | 30  | 69  | 1   | 1  | 25  | 35  | 12    | 44  | 8    | 2   | 7   | 19  | 16  | 86  | .435 | 1.000 | .714 | 38.2 | 17.2 | 8.8  | 1.6 |
| 1984-85   | 31   | Detroit Pistons    | NBA   | 9  | 215  | 33  | 68  | 0   | 0  | 16  | 17  | 19    | 60  | 15   | 4   | 6   | 15  | 21  | 82  | .485 |       | .941 | 23.9 | 9.1  | 6.7  | 1.7 |
| 1985-86   | 32   | Washington Bullets | NBA   | 5  | 177  | 28  | 53  | 0   | 1  | 14  | 17  | 14    | 46  | 10   | 2   | 4   | 13  | 17  | 70  | .528 | .000  | .824 | 35.4 | 14.0 | 9.2  | 2.0 |
| Total     |      |                    | TOTAL | 40 | 1329 | 232 | 490 | 1   | 4  | 134 | 183 | 130   | 388 | 81   | 28  | 60  | 98  | 139 | 599 | .473 | .250  | .732 | 33.2 | 15.0 | 9.7  | 2.0 |
|           |      |                    | NBA   | 38 | 1304 | 225 | 478 | 1   | 4  | 126 | 174 | 126   | 378 | 81   | 26  | 56  | 98  | 133 | 577 | .471 | .250  | .724 | 34.3 | 15.2 | 9.9  | 2.1 |
|           |      |                    | ABA   | 2  | 25   | 7   | 12  | 0   | 0  | 8   | 9   | 4     | 10  | 0    | 2   | 4   | 0   | 6   | 22  | .583 |       | .889 | 12.5 | 11.0 | 5.0  | 0.0 |